# 银杏
銀杏（學名：Ginkgo biloba），落葉喬木，壽命可達3000年以上。又名公孫樹、鴨掌樹、鴨腳樹、鴨腳子等，其裸露的種子稱為白果，葉稱蒲扇。屬裸子植物銀杏門惟一現存物種，和它同門的其他所有物種都已滅絕，因此被稱為植物界的“活化石”。已發現的化石可以追溯到2.7億年前。銀杏原產於中國，現廣泛種植於全世界，常作为道路景观树种，並被早期引入人類歷史。它有多種用途，可作為傳統醫學用途和食材。

## 名称
銀杏在中國古代称为「银果」，如今又称为「白果」。「白果」这个名称直接借入越南语，依汉越音发音为；「银杏」这个名称则借入朝鲜语和日语，根据朝鮮語的汉字音分别读作（eunhaeng）和（ginnan）。
學名的「Ginkgo」来源于日本民间，日语中的汉字常有多种读音，而也可发音为（ginkyō）。1690年，德国植物学家恩格尔贝特·肯普弗（Engelbert Kaempfer）成为第一个发现銀杏的西方人，在其著作《异域采风记》（Amoenitates Exoticae，1712年）中记录了銀杏的发音。
一般认为，他写的「y」被误读成了「g」，而这个误读后来被瑞典生物学家林奈继承，并一直沿用至今。但也有学者认为，在德语中读作“y”的音通常写作“j”，而坎普法来自德国北部的莱姆戈，在当地方言中会用“g”代替“j”。还有学者认为，坎普法的一位助手（今村源右衛門英生，Genemon Imamura Eisei，也作 Ichibei）来自长崎，而“kgo”一詞刚好准确地展示了当时（17世纪末）长崎地区的日语方言读音。

## 形态
银杏是裸子植物中唯一的闊葉落叶乔木物种，可以长到25－40米高，胸径可达4米，幼树的树皮比较平滑，呈浅灰色，成株树皮呈灰褐色，表面有不规则纵裂。幼年及壮年树冠圆锥形，老则广卵形。枝杈较不规则，分为长枝与生长缓慢的锯状短枝：一年生枝為淡褐黃色，二年生枝粗短，為灰色，短枝黑灰色，有細縱裂紋。冬芽為黃褐色，多為卵圓形，先端鈍尖。
银杏具有一定观赏价值。因其枝条平直，树冠呈较规整的圆锥形，叶春夏翠绿，秋季则会变成大面积的金黄色，作为绿化或园艺观赏树种可以带来视觉上的美感。
叶为扇形，呈二分裂或全緣，叶脉和叶子平行，無中脈。在一年生枝上，葉螺旋狀散生，在短枝上3至8片葉呈簇生狀。
銀杏成株的扇形葉片主要有全緣、二分裂或多裂形態，但幼株的葉片多數為二分裂。
银杏为裸子植物，因此只有种子（俗称“白果”），而没有花和果实。
雄孢子叶球4至6枚，孢子叶黃綠色，花粉球形。萌發時產生具兩個纖毛的游動精子。雌孢子叶球有長梗，梗端分為二叉，少有3至5叉或不分叉。
种子直径2-3厘米，成熟时形似杏子。外种皮高度肉质，与被子植物中核果的外果皮相似，但在结构和发育上并不符合真正定义上的果皮，由于含有很多丁酸，闻起来像是腐败的奶油。中种皮坚硬，呈灰白色，长宽1.5-2厘米，内部有一层纸状、棕色的内种皮。

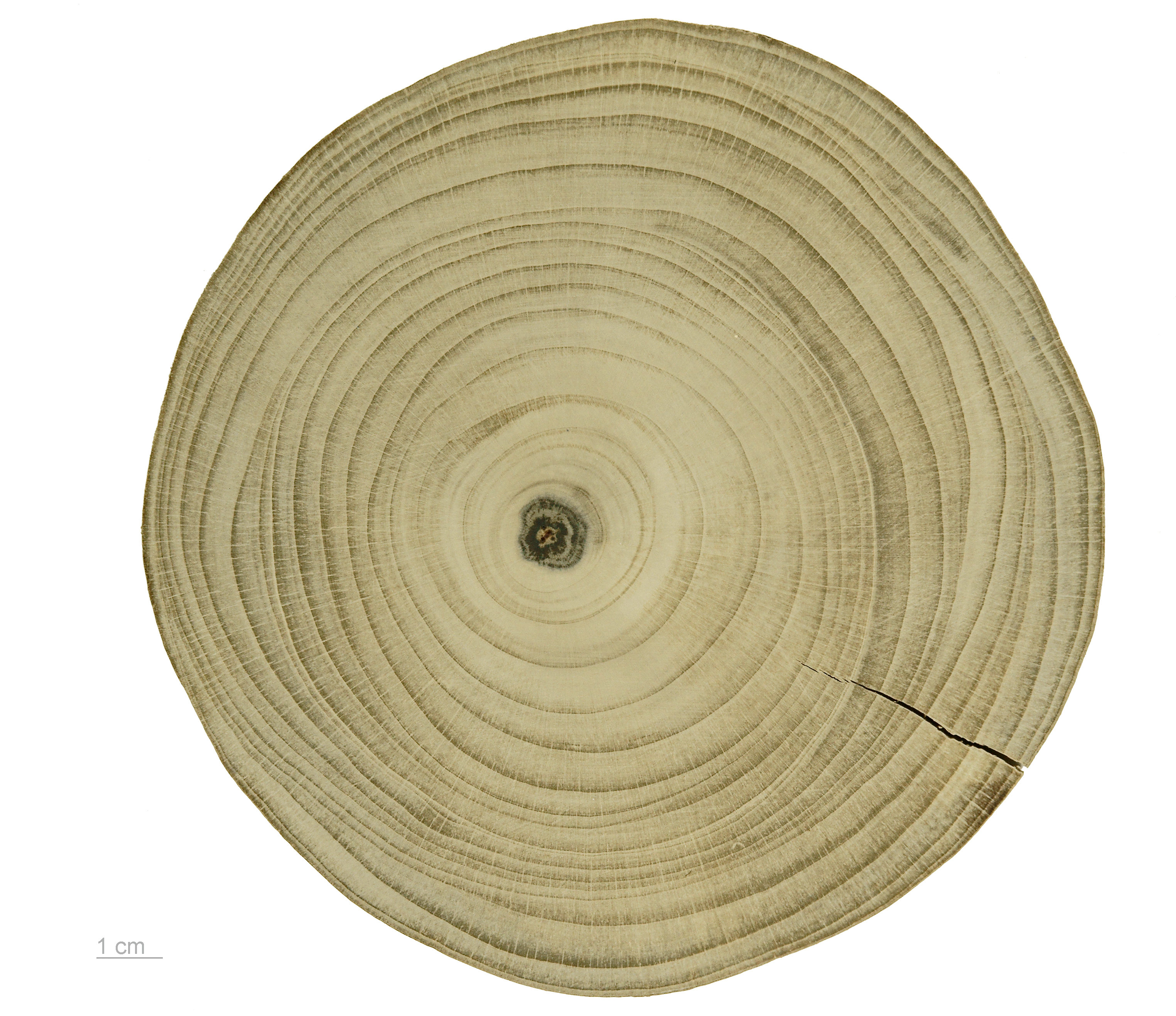
银杏树的横截面
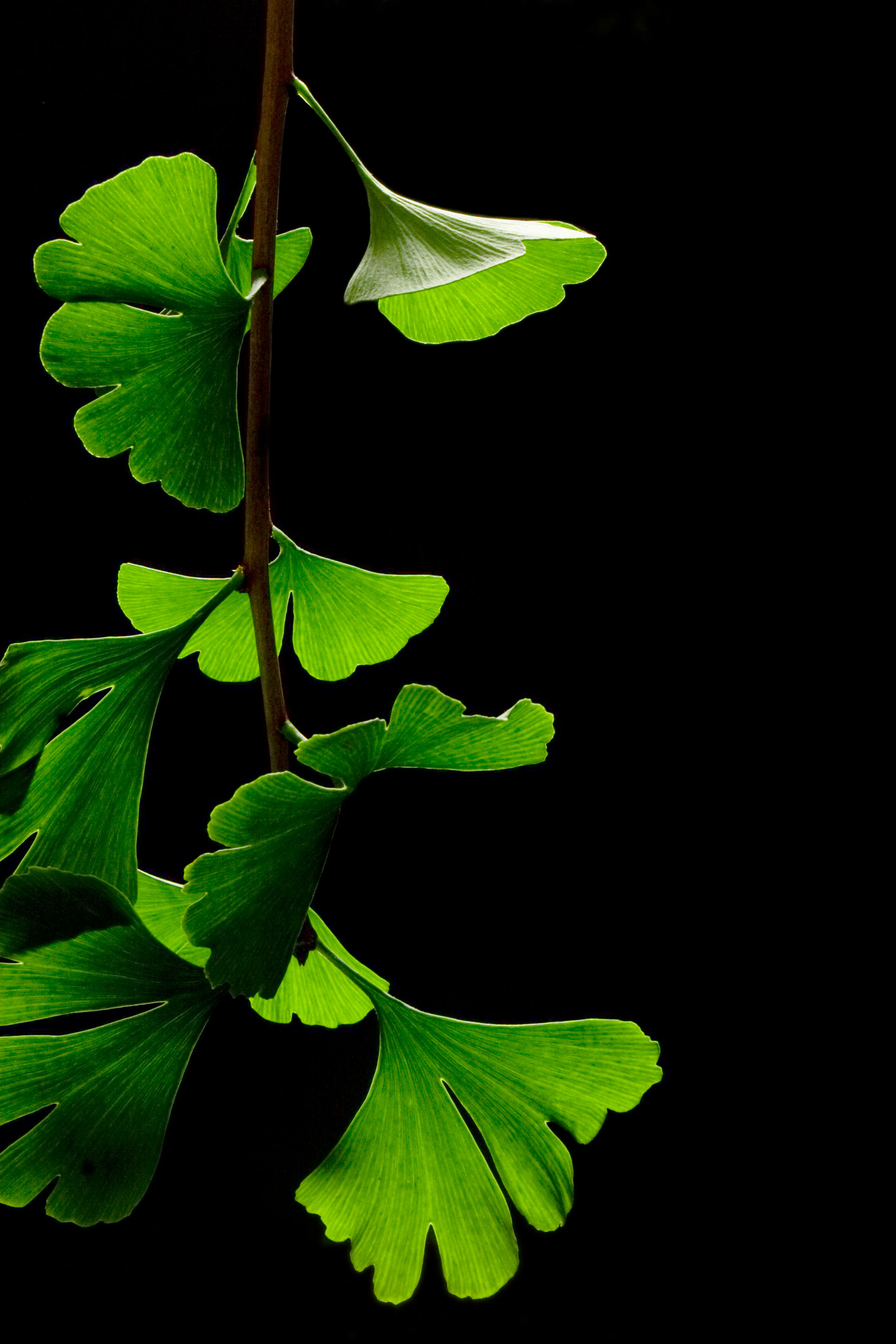
銀杏葉
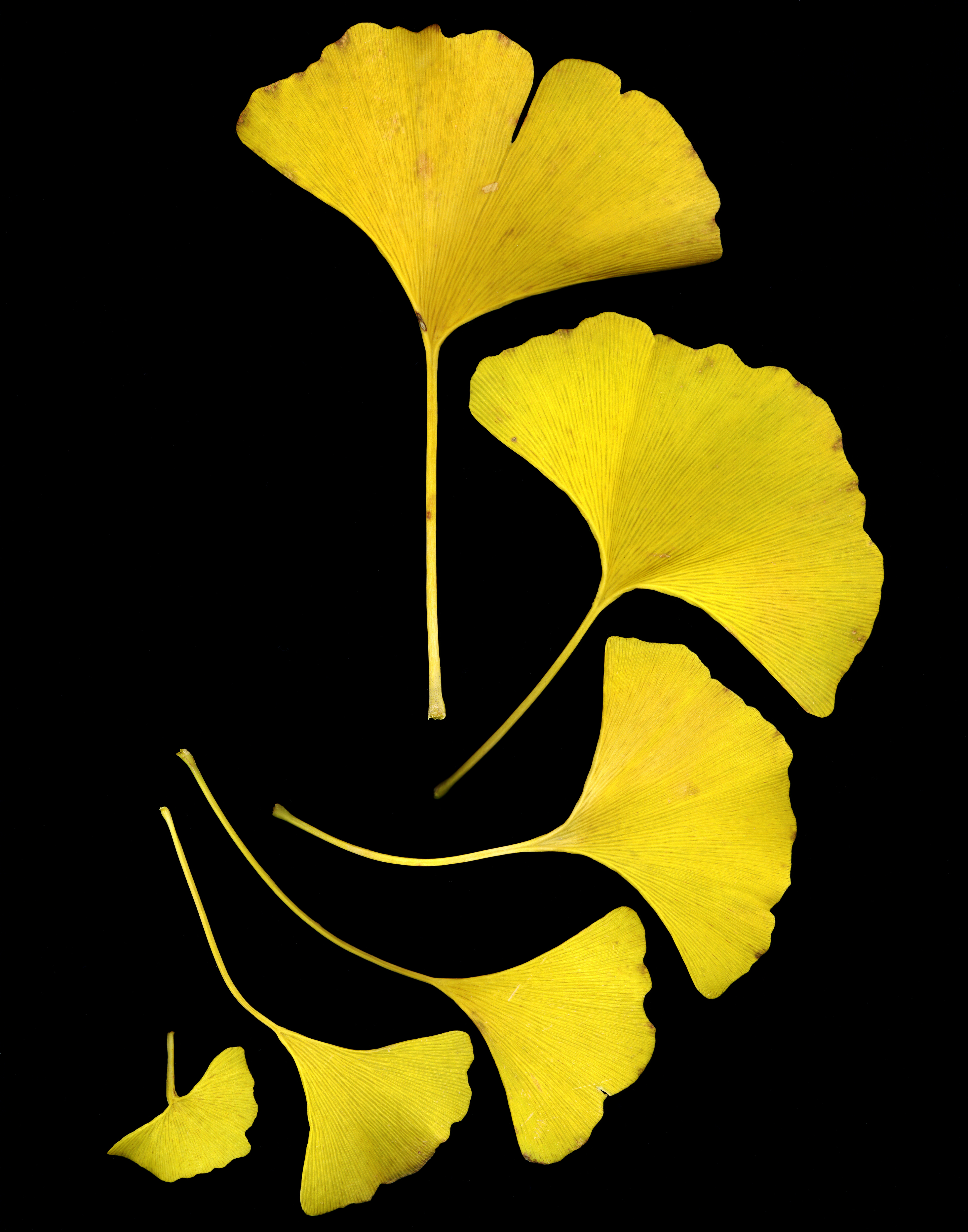
黄色的银杏落叶
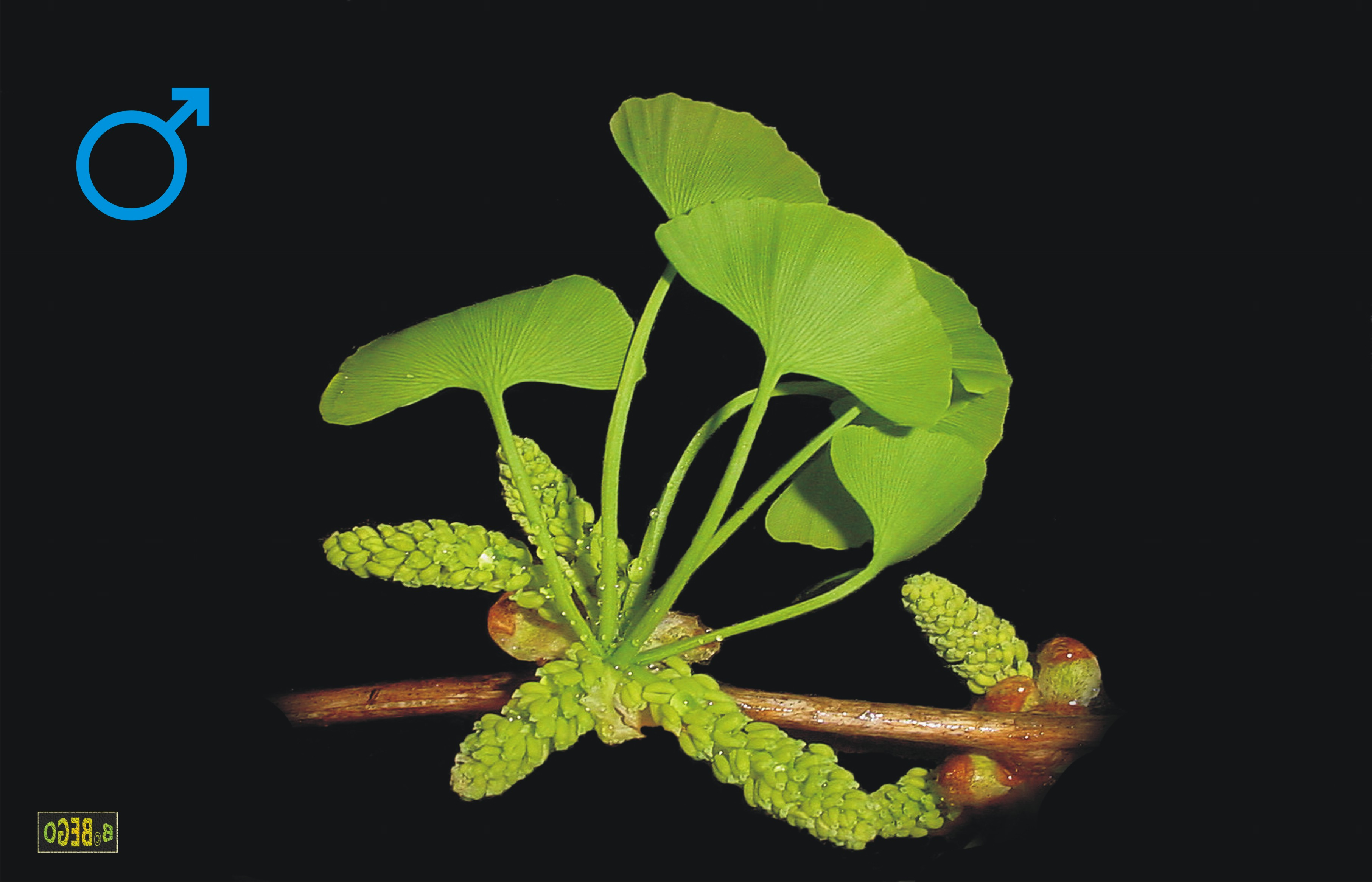
雄孢子叶球
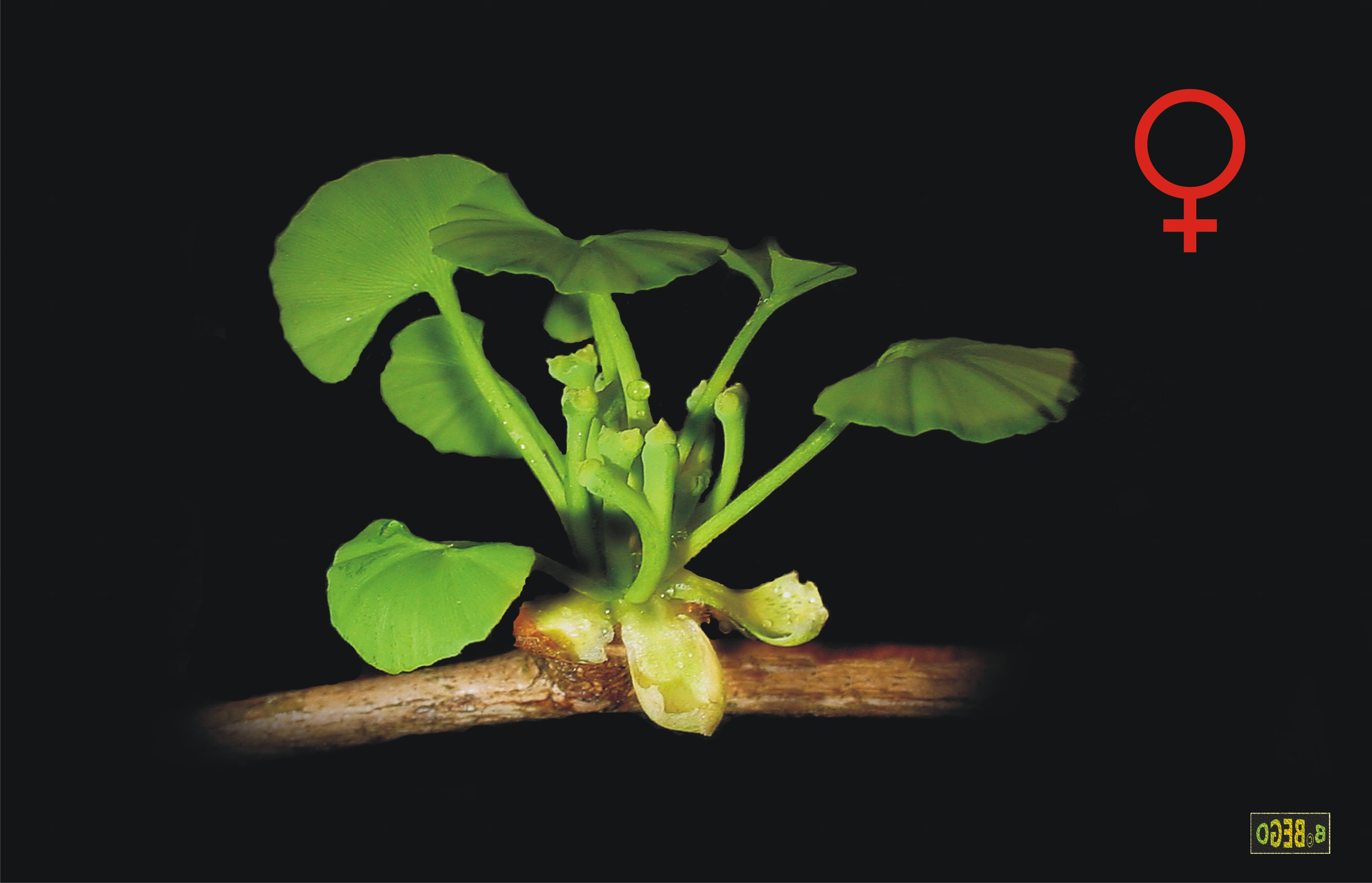
雌性胚珠
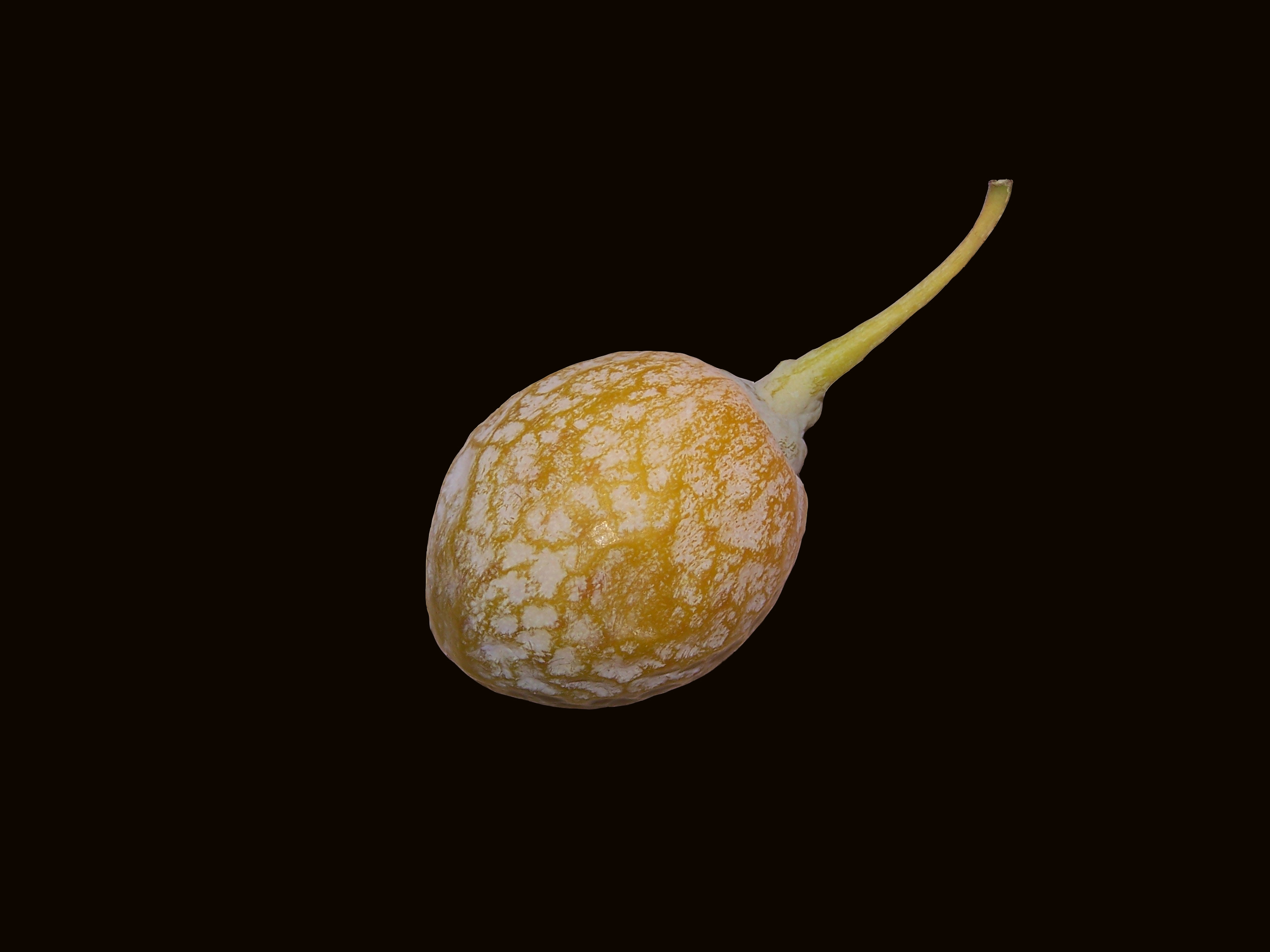
新鲜的银杏果

## 演化
和它相亲的銀杏類植物在两亿七千万年前的二疊紀時就已经生成，属于银杏門。晚三疊紀時，銀杏類植物快速發展，之後的侏羅紀和早白堊紀達到了鼎盛時期，銀杏類的五個科同時存在，除赤道外廣泛分布於世界各大洲。但白堊紀後期被子植物迅速崛起時，銀杏類像其它裸子植物一樣也急劇衰落。晚白堊紀後除個別發現外，銀杏科以外的銀杏類植物已基本絕跡。晚白堊紀和古近紀，銀杏（主要為銀杏屬Ginkgo 和似銀杏屬Ginkgoites）在歐亞大陸和北美高緯度地區呈環北極分佈，漸新世時由於寒冷氣候不斷向南遷徙，並在此之後不斷衰落。銀杏在中新世末在北美消失，上新世晚期在歐洲消失。250多萬年前發生第四紀冰河時期，令銀杏數量繼續減少，面臨絕滅的危機，而中國南部因地理位置適合和氣候溫和，成為銀杏的最後棲息地。中國的銀杏大化石紀錄始於始新世；日本直至上新世，甚至更新世早期都有銀杏葉化石發現，但沒有發現繁殖器官。而现在的银杏是这个门的植物中生存至今的唯一成员，因此又被称为“活化石（孑遗植物）”。

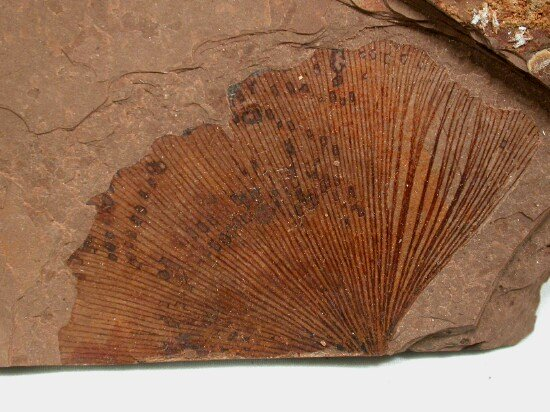
銀杏始新世葉片化石, 加拿大卑詩省
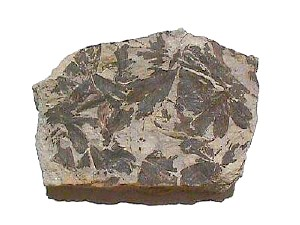
侏羅紀銀杏屬葉片化石，英格蘭

## 用途

### 食用

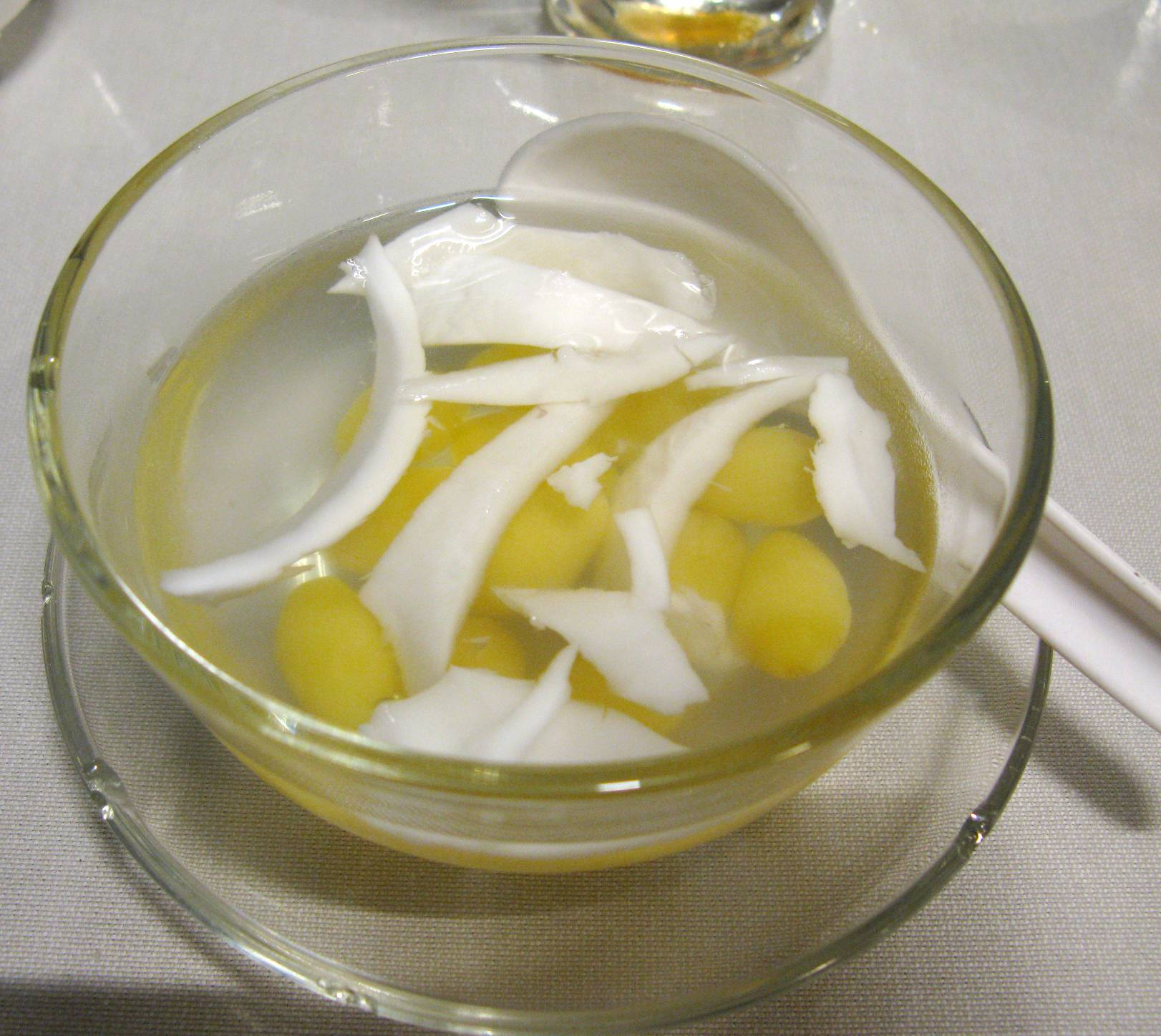
在泰国銀杏種子与煮沸的椰肉作为一个甜点

充分烹熟银杏种子（也称“白果”）去壳后，内部较柔软的种仁（胚乳及雌配子体）可食用，是中国和日本的传统食物，可直接食用或作为製作糖水等食物的配料。部分人群可能对种皮汁液中的成分过敏，接触后产生皮肤发痒、长水泡等症状，因此清洗、处理时最好戴手套。
白果含有微量氢氰酸，烹煮后可大幅减少其含量。

### 醫用
銀杏葉有兩種類型的藥理成分：黃酮類和二萜類，前者主要是銀杏素（Ginkgetin，又稱銀杏黃酮），後者主要是銀杏內酯（Ginkgolide），一般製作成銀杏葉萃取物，兩者都具有類似阿司匹林的抑制血小板聚集和抗血栓作用。兩者也是抗氧化劑，在體內有助清除有害物質及自由基，減少DNA的破壞和保護細胞。
銀杏葉萃取物能改善血管血液循環，可以改善靜脈和眼睛的健康。雖然不是所有的研究都同意銀杏可以治療阿兹海默病和間歇性跛行，或腿部的血液循環不良，但它可以保持老年人的記憶。但要注意的是在少數情況下可能有副作用，例如胃部不適，頭痛，皮膚反應，頭暈。在服用銀杏之前，應諮詢醫生的意見。而患有癲癇症的人不宜服用銀杏，因為它可能會導致癲癇發作。孕婦及哺乳期的婦女不宜服用。有糖尿病的人，應諮詢醫生的意見，然後才服用銀杏。

### 替代医学
以中醫角度來說，据《本草纲目》记载：「白果小苦微甘，性溫有小毒，多食令人腹脹」；白果内含小量氢氰酸毒素，性温，多食令人腹胀，遇热毒性减少，所以生吃或大量進食易引起中毒；多见于小儿；有呕吐、精神萎靡、发热、抽搐等徵状。又說“熟食温肺、益气、定喘嗽、缩小便，止白浊，生食降痰，消毒杀虫，嚼浆涂鼻面手足，去鼻疽疱黑干黯皴皱及疥癣疳虫阴虱”。而銀杏的種籽，即果仁有暖肺、止喘嗽及減少痰量之功效。特別是對於哮喘、慢性氣管及支氣管炎及肺結核等病症有明顯的療效。而且對補助泌尿系統有好處，滋陰益腎，可改善尿頻。

## 栽培

### 种植维护
銀杏喜光照，不能生長在陰暗的地方，但幼苗儘量不要暴曬，否則可能會曬傷葉子。銀杏喜歡排水良好的酸性、中性和鹼性乾燥或潮濕的土壤，能容忍空氣污染，亦能忍受乾旱，遇到長期高溫高熱環境下會出現「假死」現象，葉會枯萎落下並停止生長，以減少水份散失，當環境合適時會重新萌發新葉。在輕度水分脅迫下（-0.3MPa），銀杏樹能正常生長；在中度水分脅迫下（-0.9MPa到-0.5MPa），銀杏樹能維持健康1至2個月，2個月後大部分葉子枯黃；在嚴重水分脅迫下（-2.0MPa），銀杏樹能維持18日，以後干枯死亡或休眠。銀杏秋冬季氣溫轉冷時進入休眠期並且落葉，此時減少澆水，直到春季萌芽後才作正常水份管理。
银杏树能抵抗城市污染，别的树长不活的地方也能长，用来作用城市环美很合适，因此中國及日本都常用銀杏作為行道樹。银杏也可以栽成盆景作摆设。以种子繁殖银杏需要20-30年才会结果，故称“公孙树”，是说祖父种的树，到孙子才能收获。
銀杏是適應性極為廣泛，抗逆力十分強大的樹種，而且不容易受害蟲或病菌感染。銀杏十分耐寒、耐熱及較為抗旱，因此很多地方都能栽種。在中國，北至黑龍江，南達海南島均能栽種，在年平均溫度在8至20℃範圍內都適合銀杏生長，但以16℃最為適合。大多數銀杏生產地區的年平均溫度都在14至18℃之間。銀杏可忍受極端最低氣溫為零下23.4度以上，極端最高氣溫在41度以下。

### 繁殖
银杏是雌雄异株，但有极少的银杏是雌雄同株。銀杏花期3月下旬至4月中旬，種子9至10月成熟。繁殖方式有种子繁殖和扦插繁殖，种子繁殖很容易成活，扦插繁殖可以用银杏树根部的小芽进行。
種子11月成熟時採收；將採得的種子，堆放地上或浸在水中，使外種皮腐爛或直接除去肉質外種皮，洗淨，曬乾。种子繁殖在溫暖的條件下很快會發芽，在低溫條件下發芽慢。雖然銀杏種子的抗寒力很強，但過低的溫度對銀杏種子的發芽不利。播種時需保持泥土濕潤，不要積水也不要過乾，以及保持較高濕度。破開堅硬內種皮可加速銀杏種子發芽。
而扦插繁殖一般在春季3月中下旬扦插，選擇20年生以下幼樹上1至3年生枝條作穗條。枝齡越大，生根率越低，實生樹枝條的生根率高於嫁接樹枝條的生根率。取得枝條後，將枝條剪成15至20厘米長，含3個以上飽滿芽，剪好的插條上端為平口，下端為斜口。之後浸泡在100ppm的1-萘乙酸溶液中1小時，下端浸入5至7厘米。而秋冬季採集的枝條，則要進行沙藏越冬待翌年春天扦插。扦插期間濕度控制在85至90%，需遮蔭避免陽光直接照射。

### 變種
- 垂枝銀杏（Ginkgo Biloba 'Pendula'）枝條下垂。
- 塔形銀杏（Ginkgo Biloba 'Fastigiata'）枝向上伸，形成圓柱形或尖塔形的樹冠。
- 斑葉銀杏（Ginkgo Biloba 'Variegata'）葉有黃斑。
- 黃葉銀杏（Ginkgo Biloba 'Aurea'）葉為偏黃色。
- 裂葉銀杏（Ginkgo Biloba 'Laciniata'）葉較大，有深裂。
- 葉籽銀杏（Ginkgo Biloba 'Epiphylla'）部分種子著生在葉片上，種柄和葉柄合生，種子小而形狀多變。[22]

### 历史
中国人种植银杏历史悠久，在邳州發現一棵千年古銀杏，千年銀杏樹植於北魏正光年間，已有近1500年的歷史，被稱為徐州最古老的銀杏樹。因为佛教认为银杏是圣树，所以僧侣们在庙裡的栽种，而且养护上千年。欧洲人在1691年第一次见到银杏种在一个日本庙花园。因为银杏在儒学和佛教都很有名，日本和朝鲜也有很多人种植银杏。1712年，一个德国医生把它引种到欧洲。虽然银杏到处都有，直到近代才在中国浙江省发现野生银杏；而西方有觀點认为这些银杏可能不是野生的，而是一千多年前的僧侣种植的。

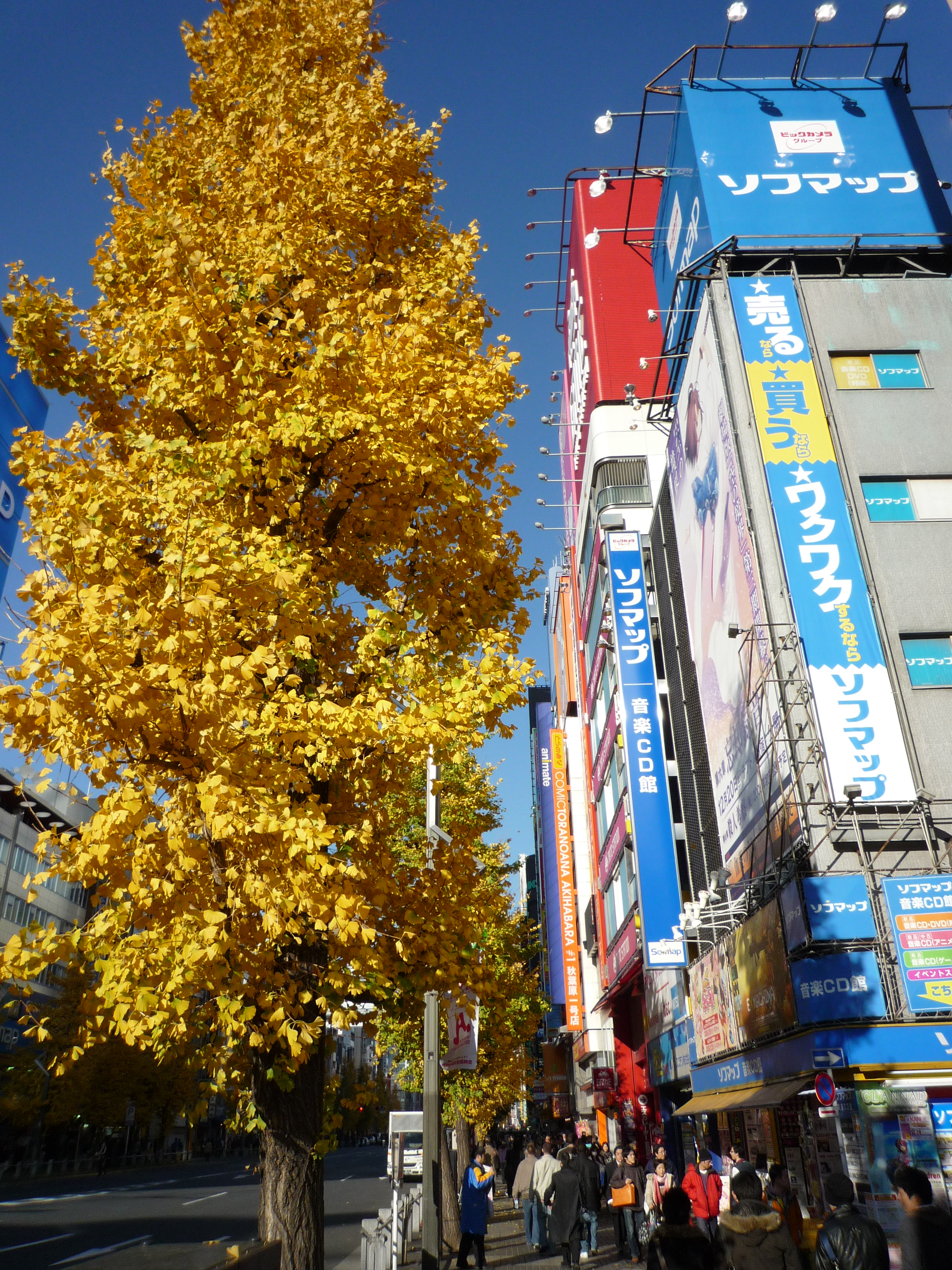
東京秋葉原街頭冬季時的銀杏樹

银杏树一般寿命很长，有“千年银杏”之称。树可以长到很高大，贵州李家湾有一棵40米高，在甘肃还有一棵60米高。山东莒县浮来山下，有一棵树龄达三千多年的银杏树。传说这棵银杏树是西周初期周公东征时所栽。这棵银杏树生命力极强，至今仍枝叶茂盛，当代书法家曹宇寬先生挥毫为之写下了“天下银杏第一树”的题字。

## 代表物
銀杏葉的外型亦成為日本東京都及大阪大學和東京大學的標誌。銀杏亦成為中國成都市、丹東市、湖州市及臨沂市的市樹。

### 廣島
銀杏生命十分強韌，1945年8月6日廣島原爆後一個月，人員在原爆點只有介乎1130米至2160米範圍共發現六棵仍然生存的銀杏樹，並長出新芽。而這六棵銀杏仍然生存至今。因此銀杏被當地人視為希望的象徵。

### 首爾
2014年1月，南韓首爾市政府將種植在成均館大成殿前2株樹齡達500歲的銀杏樹，列為首爾市紀念物。成均館內共有4株銀杏樹，其中位在明倫堂門前的銀杏，五十年代已被列為天然紀念物，加以保護。最新被列入紀念物的分別在大成殿神三門東西二側的銀杏。首爾市府估計，這二株銀杏應是在朝鮮中宗26年，即西元1531年所種。成均館大學的校徽以銀杏葉做為象徵。

### 成都
成都市的市树就是银杏，该市的大小街道上皆是银杏，出租车涂装也以银杏为主题。

### 國樹
銀杏現時暫未成為任何國家的國樹。1993年8月，中国第二次银杏学术研讨会暨银杏研究会成立大会于江苏泰兴举行，全体代表起草，并获一致通过“将银杏定为中國国树”。后由参会的中國安徽省全国人大代表刘汉杰在全国人大二次会议上提出，列为455号议案，转由中华人民共和国林业部答复。1994年再次以“尽快确定中国国树”提出，列为全国人大八届三次会议第288号议案，1995年5月15日，林业部又以林案【1995】23号文件答复。2003年3月5日，第十届全国人民代表大会第一次会议期间，与会的全国人大代表、泰兴市农业局局长鞠章网会同江苏、山东、安徽等地的39名代表联名签宇，向大会提交将银杏树定为国树的议案。2004年3月10日，鞠章网提出的1287号议案《确定银杏树为中国国树》，有112名代表联名签字。该议案为该届人代会上代表联名最多的议案。2005年7月20日至8月28日，中国林学会在搜狐网、《中国绿色时报》等媒体上开展公众投票活动。投票方式包括网上投票和信函投票。历时一个月的国树评选公众投票活动共收到公众信函、网络投票1789443票，银杏以绝对优势问鼎。活动结束后，中国林学会将公众投票结果上报国家林业局，并根据多年来广大专家学者的呼吁以及此次投票活动公众推荐结果，提出将银杏定为国树的建议。

### 佛教树种
在中亚热带、北亚热带、中温带和高原温带地区的寺庙中常种植银杏，作为菩提树的替代树种，以表达佛教的觉悟之意，更因其独特的果实和叶片形态、高大的树形及长久的寿命，成为汉传佛教的圣树。

## 其他

### 银杏之乡
中国江苏省泰兴市被许多人称为“银杏之乡”。泰兴土壤肥沃，雨量充沛，四季分明，物产丰富，当地盛产银杏。1996年中国国务院发展研究中心授予泰兴市“中国银杏之乡”称号，2000年被中国国家林业局命名为首批“中国名特优经济林银杏之乡”。泰兴银杏以产量高、品质好而闻名，全市共定植银杏451.2万株，其中挂果树29.81万株，白果常年产量在3000吨左右，占中国总产量的三分之一以上。
除泰兴外，江苏省邳州市于2000年3月，被国家林业局首批命名为“中国名特优经济林——银杏之乡”。

#### 银杏树交易市场
中国比较集中的银杏树交易市场主要位于江苏省邳州市，山东省郯城县，江苏省泰兴市。

### 李鸿章树
清朝，李鸿章在凭吊格兰特墓时，委托时任驻美公使杨儒代为种树。后杨儒代李鸿章所种之树即选用了银杏这一中国特有树种。

## 氣象學
颱風銀杏，自2020年「颱風玉兔」被除名後，颱風委員會決定用以上植物名稱代替。